# دورة اتحاد شمال إفريقيا تحت 17 سنة 2022
دورة اتحاد شمال أفريقيا تحت 17 سنة 2022 هي النسخة الثامنة عشر من بطولة دورة اتحاد شمال أفريقيا تحت 17 سنة. تُقام الدورة في الجزائر في الفترة من 5 إلى 15 نوفمبر 2022. هذه البطولة بمثابة حدث تأهيلي لكأس الأمم الأفريقية تحت 17 سنة. سيتأهل البطل إلى كأس الأمم الأفريقية تحت 17 سنة 2023.

## المنتخبات المشاركة
تأهلت الجزائر تلقائيا ولن تُشارك في هذه الدورة باعتبارها مُستضيفة كأس الأمم الأفريقية تحت 17 سنة 2023. المنتخبات الأربعة المشاركة هي:
| - مصر - ليبيا | - المغرب - تونس |

## الأماكن
| المدينة         | الملعب             | السعة  |
| --------------- | ------------------ | ------ |
| الجزائر العاصمة | ملعب 5 جويلية 1962 | 64,000 |
| الجزائر العاصمة | ملعب سالم مبروكي   | 12,000 |

## التحكيم
قائمة حكام الدورة:
| الحُكّام - لحلو بن براهيم (الجزائر) - يوسف قموح (الجزائر) - محمود ناجي (مصر) - محمد أغا (ليبيا) - مصطفى كشاف (المغرب) - أمير لوصيف (تونس) - عبد الكريم تواغيروموكيزا (رواندا) | الحُكّام المساعدون - عادل عبان (الجزائر) - محمد سراج (الجزائر) - أحمد توفيق طلب (مصر) - يوسف البساطي (مصر) - باسم سيف النصر محمد (ليبيا) - إبراهيم بوكوز (ليبيا) - مصطفى أكركاد (المغرب) - عبد الصمد أبرتون (المغرب) - محمد بكير (تونس) - فوزي الجريدي (تونس) |

## الترتيب
| م | الفريق | لعب | ف | ت | خ | أ.له | أ.ع | أ.ف | نقاط | التأهل                              |
| - | ------ | --- | - | - | - | ---- | --- | --- | ---- | ----------------------------------- |
| 1 | المغرب | 3   | 3 | 0 | 0 | 5    | 1   | +4  | 9    | كأس الأمم الأفريقية تحت 17 سنة 2023 |
| 2 | مصر    | 3   | 1 | 0 | 2 | 5    | 5   | 0   | 3    |                                     |
| 3 | ليبيا  | 3   | 1 | 0 | 2 | 4    | 5   | −1  | 3    |                                     |
| 4 | تونس   | 3   | 1 | 0 | 2 | 4    | 7   | −3  | 3    |                                     |

جميع الأوقات بالتوقيت المحلي، توقيت غرب أفريقيا/توقيت وسط أوروبا (ت ع م+01:00).

### المباريات
| تونس | 0–2   | المغرب                        |
| ---- | ----- | ----------------------------- |
|      | تقرير | - معلي 56' (ركلة.) - بختي 86' |

| ليبيا                        | 2–1   | مصر                  |
| ---------------------------- | ----- | -------------------- |
| - المسماري 37' - الزقوزي 58' | تقرير | - معوض 45+1' (ركلة.) |

| مصر                                      | 3–1   | تونس         |
| ---------------------------------------- | ----- | ------------ |
| - عبد العزيز 15' - معوض 54' - عادل 90+1' | تقرير | - الغربي 81' |

| المغرب     | 1–0   | ليبيا |
| ---------- | ----- | ----- |
| - أشتر 24' | تقرير |       |

| تونس                                     | 3–2   | ليبيا                            |
| ---------------------------------------- | ----- | -------------------------------- |
| - دنداني 54' (ركلة.)، 80' - العمدوني 87' | تقرير | - المبروك 4' (ركلة.) - كرواش 84' |

| مصر              | 1–2   | المغرب                 |
| ---------------- | ----- | ---------------------- |
| - عبد العزيز 58' | تقرير | - معلي 7' - النائر 45' |

## إحصائيات

### الهدافون
عدد الأهداف المُسجلة  18 هدفًا  في 6 مباراة، بمتوسط 3 هدفًا في المباراة الواحدة.
هدفان
- أيمن عبد العزيز
- عمر سيد معوض
- عبد الحميد معلي
- نسيم دنداني

هدف
- حسام عادل
- عبد المؤمن المبروك
- أحمد المسماري
- مروان الزقوزي
- سند كرواش
- آدم أشتر
- إسماعيل بختي
- أيمن النائر
- أنس العمدوني
- منصف الغربي

## روابط خارجية
- تصفيات منطقة اتحاد شمال افريقيا المؤهلة الى نهائيات كاس امم افريقيا تحت 17 عاما - الموقع الرسمي لاتحاد شمال أفريقيا لكرة القدم